# Sadler-Passage
Die Sadler-Passage ist eine etwa 400 m breite Meerenge vor der Fallières-Küste des Grahamlands auf der Antarktischen Halbinsel. Nördlich der Back Bay trennt sie diese Küste von Stonington Island. Sie entstand durch den in den 1980er-Jahren einsetzenden Rückzug des Northeast-Gletschers.
Das UK Antarctic Place-Names Committee benannte sie 2021 nach Willis Michael „Mike“ Sadler (1919–2024), einem Veteranen des Special Air Service im Zweiten Weltkrieg, der 1946 für den Falkland Islands Dependencies Survey auf Stonington Island und auf Laurie Island tätig war.